# Parafia św. Michała Archanioła w Poznowicach
Parafia Świętego Michała Archanioła w Poznowicach – parafia rzymskokatolicka, znajdująca się w diecezji opolskiej, w dekanacie Kamień Śląski.